# Cepola australis
Cepola australis är en fiskart som beskrevs av Ogilby, 1899. Cepola australis ingår i släktet Cepola och familjen Cepolidae. Inga underarter finns listade i Catalogue of Life.